# Њ
Њ (minuskule њ) je písmeno cyrilice. Je obsaženo v srbské, makedonské, černohorské a itelmenské azbuce. Písmeno vzniklo jako ligatura z písmen Н a Ь pro zápis hlásky odpovídající české hlásce zapisované písmenem Ň. Písmeno bylo zavedeno Vukem Karadžičem.